# Intento de golpe de Estado en la República Democrática del Congo de 2024
El intento de golpe de estado en la República Democrática del Congo de 2024 tuvo lugar el 19 de mayo de 2024. Apuntado al Presidente de la República Democrática del Congo Félix Tshisekedi y su ministro de economía Vital Kamerhe, fue frustrado rápidamente por las fuerzas de seguridad del país. El intento se achacó a las fuerzas leales al político opositor Christian Malanga, el líder autoexiliado del Partido Congoleño Unido.

## Contexto
El intento de golpe de Estado se produjo en medio de una crisis política que afectó al partido gobernante del presidente Félix Tshisekedi. La crisis giró en torno a unas elecciones para la dirección de la Asamblea Nacional de la República Democrática del Congo, inicialmente programadas para el 18 de mayo de 2024, pero posteriormente aplazadas.  Uno de los políticos objetivo era un aliado de Tshisekedi, el vice primer ministro y ministro de Economía Vital Kamerhe,  que se presentaba a la presidencia de la Asamblea Nacional de la República Democrática del Congo.

## Eventos
Se informó de combates en la capital, Kinsasa, en las primeras horas del 19 de mayo, aproximadamente a las 04:30. Se informó de enfrentamientos entre hombres uniformados y fuerzas de seguridad cerca del Palais du Peuple o Palacio del Pueblo, que es la sede de la Asamblea Nacional y del Senado en Kinshasa. donde los agresores lograron penetrar. Otros veinte  atacaron la residencia de Vital Kamerhe en el bulevar Tshatshi en el barrio de Gombe,pero fueron frustrados por sus guardias de seguridad.  También se informó de disparos cerca del Palacio de la Nación. Varios extranjeros y presuntos conspiradores fueron detenidos. Se informó que algunos de ellos portaban pasaportes estadounidenses y canadienses.
Los atacantes exhibieron banderas de Zaire y declararon que deseaban ver un cambio en el régimen de la República Democrática del Congo. También dijeron '¡Fuera Tshisekedi!' durante el intento.
Posteriormente, el ejército congoleño se desplegó en Kinshasa junto con vehículos blindados.  Se instalaron barricadas cerca del Palacio del Pueblo y otras partes de la capital.

## Víctimas
Dos policías y un atacante murieron durante el intento de golpe. Varias personas resultaron heridas después de que un proyectil disparado desde Kinshasa cruzara el río Congo y cayera en un barrio de Brazzaville, la vecina capital de la República del Congo. 
El líder del intento de golpe de Estado en la República Democrática del Congo (RDC), el activista de la diáspora congoleña Christian Malanga, fue abatido por las Fuerzas de Seguridad Congoleñas.

## Investigación
Los informes iniciales decían que los atacantes eran miembros del ejército congoleño antes de que se descubriera que estaban vinculados con Christian Malanga, el líder autoexiliado del opositor Partido Congoleño Unido. Posteriormente, Malanga apareció en un video transmitido en vivo rodeado de hombres con uniformes militares y dijo: "Félix, estás fuera. Vamos por ti". Un portavoz del ejército dijo más tarde que Malanga fue asesinado durante los combates en el Palacio de la Nación, mientras que su hijo, que tenía ciudadanía estadounidense, también fue identificado como autor junto con otros dos ciudadanos estadounidenses.

## Reacciones

### Reacción Nacional
- República Democrática del Congo : Las Fuerzas Militares de la República Democrática del Congo declaró que el intento fue "frustrado" y "bajo control".[12][9][13]

### Reacción Internacional
- Estados Unidos: La embajada de Estados Unidos emitió advertencias de precaución después de los enfrentamientos,[10]  y la embajadora Lucy Tamlyn dijo que estaban cooperando con las autoridades congoleñas en la investigación y se comprometió a "hacer responsable a cualquier ciudadano estadounidense involucrado". la Embajada de Estados Unidos, además de condenar el golpe, ha anunciado que investigará si uno de sus ciudadanos está implicado en lo ocurrido, tal y como han apuntado algunos medios locales congoleños. "Estados Unidos cooperará con las autoridades de la República Democrática del Congo al máximo mientras investigan estos actos criminales", han añadido desde la Embajada de Estados Unidos.[14] El secretario del Departamento de Estado de Estados Unidos, Antony Blinken, mantuvo una conversación telefónica  con el presidente de República Democrática del Congo (RDC), Félix Tshishekedi, para mostrarle su apoyo tras el ataque "contra líderes políticos e instituciones", en referencia al intento del golpe de Estado del pasado domingo.[15]

- Francia: La embajada francesa advirtió contra los viajes a Gombe.[10]

- Venezuela: La República Bolivariana de Venezuela condenó enérgicamente el intento de golpe de Estado perpetrado la madrugada del 19 de mayo de 2024, en contra del gobierno de la República Democrática del Congo mediante un comunicado del Ministerio del Poder Popular para Relaciones Exteriores[16]

#### Organizaciones supranacionales
- Unión Africana: La Unión Africana condenó el intento de golpe.[17]